# Collective
Collective es un álbum recopilatorio del grupo japonés de producción de música electrónica, I've Sound, y es el sexto volumen de la serie "Girls compilation". Se publicó el 30 de septiembre de 2005 y como de costumbre, la mayor parte de las canciones excepto la titular del disco, fueron en su día utilizadas para videojuegos para adultos. De nuevo, las cantantes que intervienen son: KOTOKO, Mami Kawada, Eiko Shimamiya, MELL, Kaori Utatsuki, MOMO y SHIHO.

## Canciones
1. Eiko Shimamiya: Automaton (Canción de apertura de Shinsetsu Ryōki no Ori)
Letra: KOTOKO
Composición: Kazuya Takase
2. KOTOKO: Abyss (Canción de cierre de Last Order)
Letra: Masaki Motonaga
Composición: Kazuya Takase
3. Mami Kawada: IMMORAL (Canción de apertura de Immoral)
Letra: KOTOKO
Composición: Tomoyuki Nakazawa
4. Kaori Utatsuki: Do you know the magic? (Canción de apertura de Mahou ha ame iro)
Letra: KOTOKO
Composición: Maiko Iuchi
5. MOMO: Philosophy (Canción de cierre de Kazoku keikaku)
Letra: KOTOKO y Kazuya Takase
Composición: Kazuya Takase
6. KOTOKO: We survive (Canción de apertura de V.G. Neo)
Letra: KOTOKO
Composición: CG Mix
7. MELL: Permit (Canción de cierre de Shinsetsu Ryōki no Ori)
Letra: MELL
Composición: Tomoyuki Nakazawa
Arreglos: Tomoyuki Nakazawa y Takeshi Ozaki
8. KOTOKO: Lupe (Canción de cierre de Ryōjoku Seifuku Jogakuen: Chimitsu ni nureta seifuku)
Letra: KOTOKO
Composición: Atsuhiko Nakatsubo
9. SHIHO: Kiss the future (Canción de cierre de Mirai no kiss O)
Letra: Masaki Motonaga
Composición: Kazuya Takase
Arreglos: CG Mix
10. MELL: Egen (Canción de apertura de Sonic Drive)
Letra: MELL
Composición: Maiko Iuchi
11. KOTOKO: Imaginary Affair (Canción de apertura de Konata yori Kanata made)
Letra: KOTOKO
Composición: Kazuya Takase
12. Mami Kawada: Eclipse (Canción de apertura de Ringetsu)
Letra: KOTOKO
Composición: Tomoyuki Nakazawa
13. KOTOKO: Trust You're Truth ~Ashita o Mamoru Yakusoku~ (〜明日を守る約束〜) (Canción inserta en Triangle heart Sound Stage X)
Letra: Masaki Tsuzuki
Composición: Kazuya Takase
14. KOTOKO: Collective (Canción original del álbum)
Letra: KOTOKO y Kazuya Takase
Composición: Kazuya Takase

- Datos: Q5146132